# Doğuş-universiteit
De Doğuş-universiteit (of simpelweg Doğuş), is een particuliere universiteit gelegen in Istanbul, Turkije. Doğuş-universiteit was eerst als een hogeschool opgericht in 1974 en vervolgens veranderd in een universiteit in 1997.
De universiteit is in 1995 door Grote Nationale Vergadering van Turkije opgericht door de Dogus Education Foundation. Op 9 juli 1997 werd dit goedgekeurd en geopend door wet nummer 4281. Het is een particuliere universiteit met een openbaar lichaam. 
Doğuş University door het dalende aantal publicaties per lid van de faculteit in 2006 als 27ste in Turkije gerangschikt. De universiteit heeft op alle niveaus van hoger onderwijs activiteiten: 27 niet-gegradueerde programma's in vijf faculteiten, acht associate degree-programma's in beroepsscholen, zeventien graduateprogramma's en zeven doctoraatsprogramma's in twee instituten. Het Continuous Education Center werd opgericht in 2001 met een levenslange educatiebenadering. Volgens het URAP-rapport 2015-2016 stond de universiteit vijfde in Turkije en in Istanbul als twee na beste private universiteiten.